# Artibai

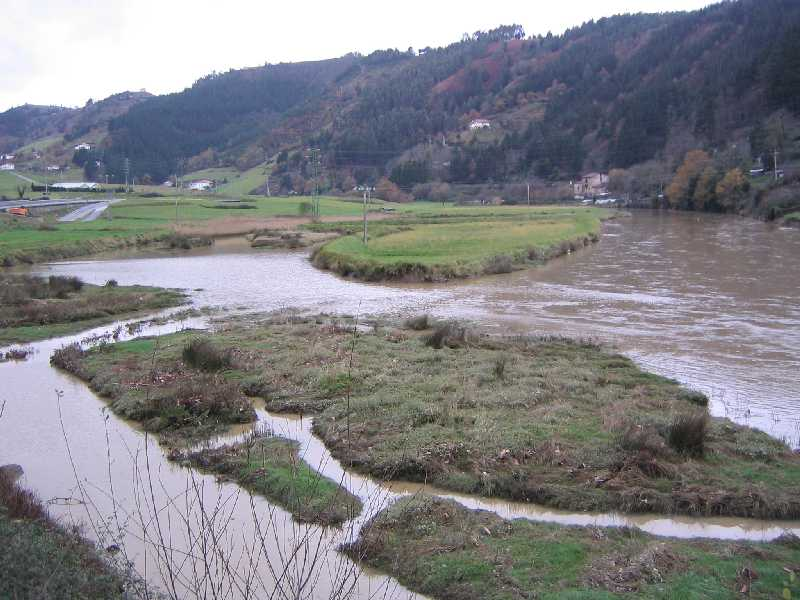
Marais du rio Artibai à Ondarroa (Biscaye).

L'Artibai ou Artibay est une rivière de Biscaye, en Pays basque, dans le nord de l'Espagne.

## Étymologie
Peut étymologiquement venir de art = chêne et ibai = rivière en euskara (basque), c'est-à-dire rivière de chênes.

## Géographie
Elle naît dans le flanc nord de la montagne Oiz d'où convergent différents cours d'eau qui s'unissent et prennent le nom (Artibai) à Iruzubieta (Markina-Xemein, Marquina-Jeméin en espagnol). Par la suite elle reçoit sur sa rive droite la rivière Urko qui vient la montagne du même nom.
Elle traverse les communes de Mallabia, Ziortza-Bolibar, Cenarruza-Puebla de Bolivar en espagnol, Marquina-Jeméin. À partir de Berriatua, Berriatúa en espagnol, elle est influencée par les marées et aboutit à Ondarroa Ondárroa en espagnol, formant une ria. Durant les premières années du XXe siècle, la station thermale d'Urberuaga, peu après avoir abandonné le noyau urbain de Markiñarra et située sur sa rive droite a eu une grande réputation.
La vallée de l'Artibai, avec celle de la rivière Lea, forme la comarque biscaïenne de Lea-Artibai.
L'Artibai est intégrée dans le réseau de protection Natura 2000. La qualité de ses eaux, surtout dans la partie supérieure du bassin, favorise l'habitat du Vison d'Europe (Mustela lutreola), carnivore semi-aquatique globalement menacé, lequel est très exigeant avec la conservation des rives et rivages, où il trouve sa principale nourriture : crabes, poissons, amphibiens, oiseaux aquatiques.
Dans la partie supérieure du bassin, prédominent les utilisations agricoles du sol, avec des prés et des plantations de pinèdes mais il est possible de trouver des restes de la forêt autochtone originale avec quelques chênes verts cantabriques, surtout dans le bord gauche, et les zones d'aulnes, de frênes et de noisetiers.
Le lit est pierreux, avec des blocs de pierres de grès et calcaires, alternant avec des graviers, sables et argiles. Il y a beaucoup de végétation d'algues et de mousses et dans ses bords des fougères. Dans leurs eaux on peut trouver des saumons jusqu'aux Barbeaux, en passant par les truites, ou des anguilles.
Dans l'embouchure restent quelques vestiges d'anciens marais.

## Affluents
Les affluents de l'Artibai sont, par la droite :
- Urko
- Amalloa
- Gorozika

Par la gauche :
- Zigortza
- Igotz